# جولین دلتراز
جولین دلتراز (انگلیسی: Julien Delétraz؛ زادهٔ ۹ دسامبر ۱۹۸۵) ، بازیکن فوتبال اهل فرانسه است.